# Jean-Claude Sozzi
Temple de la renommée français : 2013
Jean-Claude Sozzi né le 31 octobre 1943 à Boulogne-Billancourt est un joueur de hockey sur glace français, au poste de gardien.
Après avoir joué pour l'ACBB, il suit Pete Laliberté qui construit le hockey sur glace à Grenoble en Hockey sur glace en 1963. Le 15 mars 1967, il dispute son centième match sous les couleurs Grenobloises. En 1967-1968, il part pour le club de Gap avant de revenir en début de saison 1969-1970.
Il repart à Viry-Chatillon pour une unique saison, la saison 1971-1972 et revient encore à Grenoble dès 1972-1973.
En 1975-1976, il rejoint ASG Tours et revient finalement une nouvelle fois à Grenoble pour 1978-1979. Il sera même entraineur du club lors de sa conquête de son premier titre de champion de France.
Il a également été gardien pour l'équipe de France pendant une longue période, notamment aux championnats du monde 1962, 1963, 1965, 1967, 1970, 1971, 1973, 1974 et 1976, ainsi qu'aux Jeux olympiques de Grenoble en 1968.

## Palmarès

Avec l'Athletic Club de Boulogne-Billancourt
- Coupe Spengler :
  - 1961
- Champion de France :
  - 1962

Avec les Brûleurs de Loups de Grenoble
- Champion de France :
  - 1981